# Liste des plus hauts immeubles de Hong Kong
Cet article dresse une liste des plus hauts immeubles de Hong Kong, en Chine. Hong Kong est la ville qui compte le plus de gratte-ciel au monde devant New York et Shanghai.

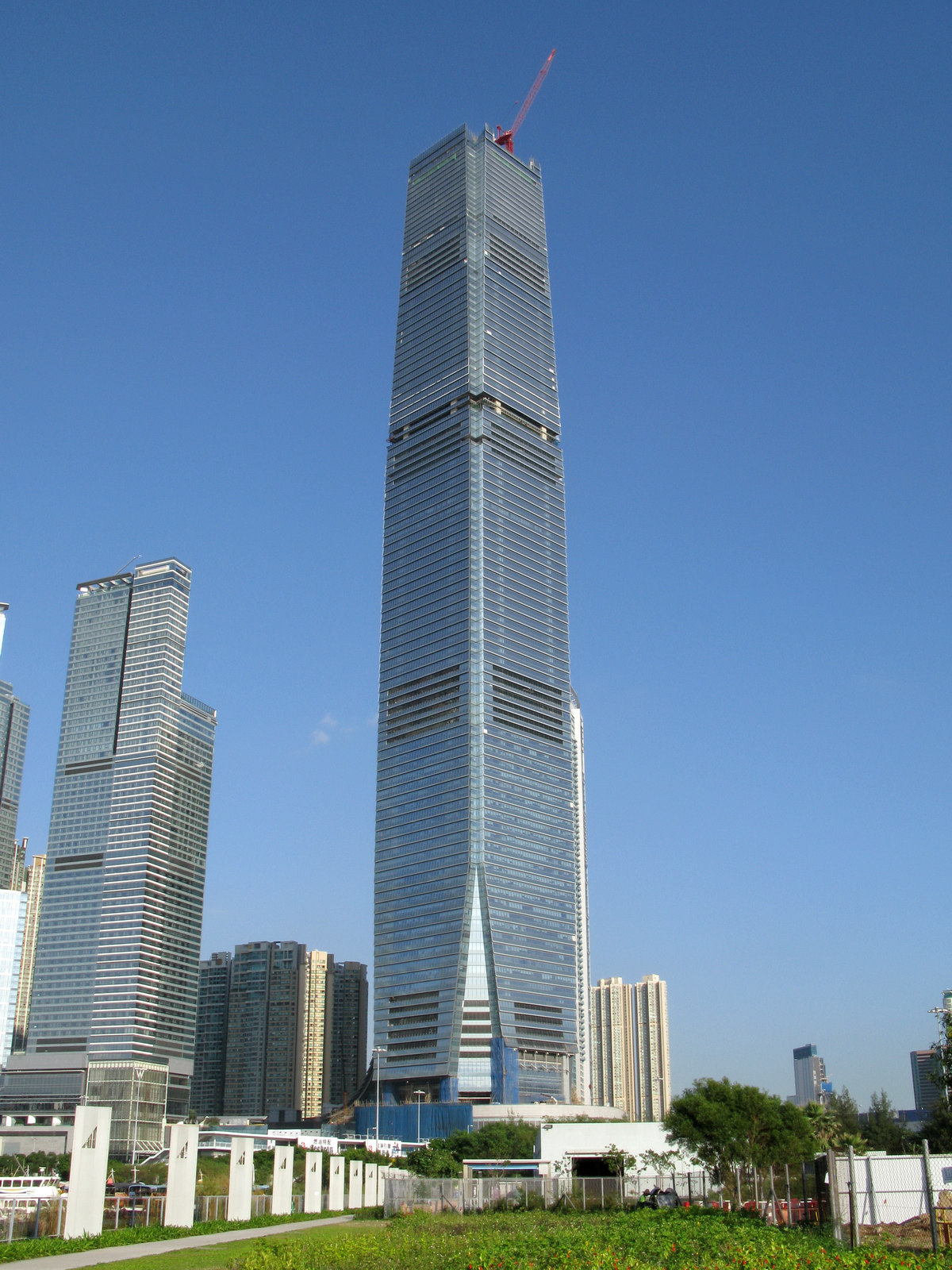
International Commerce Centre
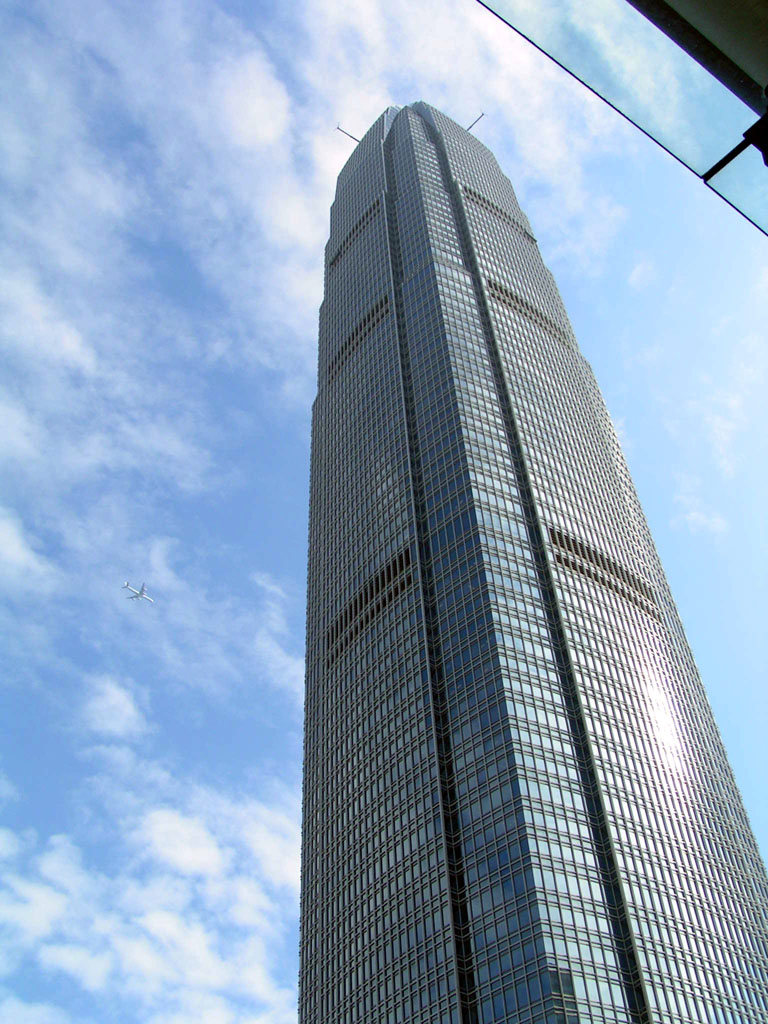
Two International Finance Centre
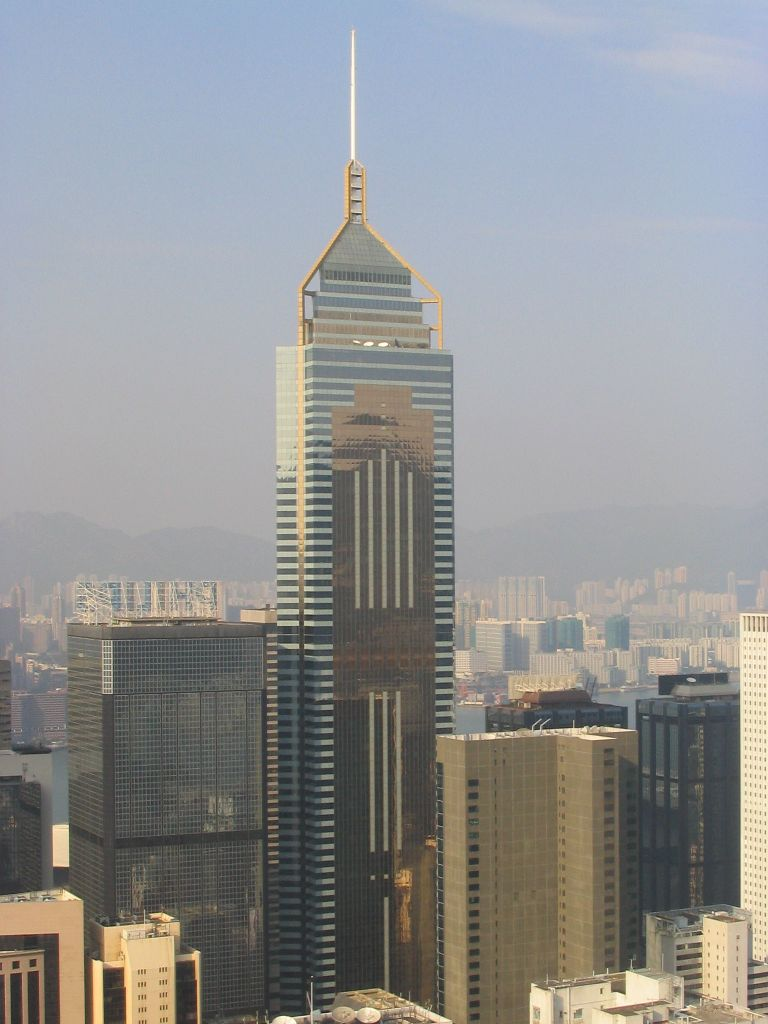
Central Plaza
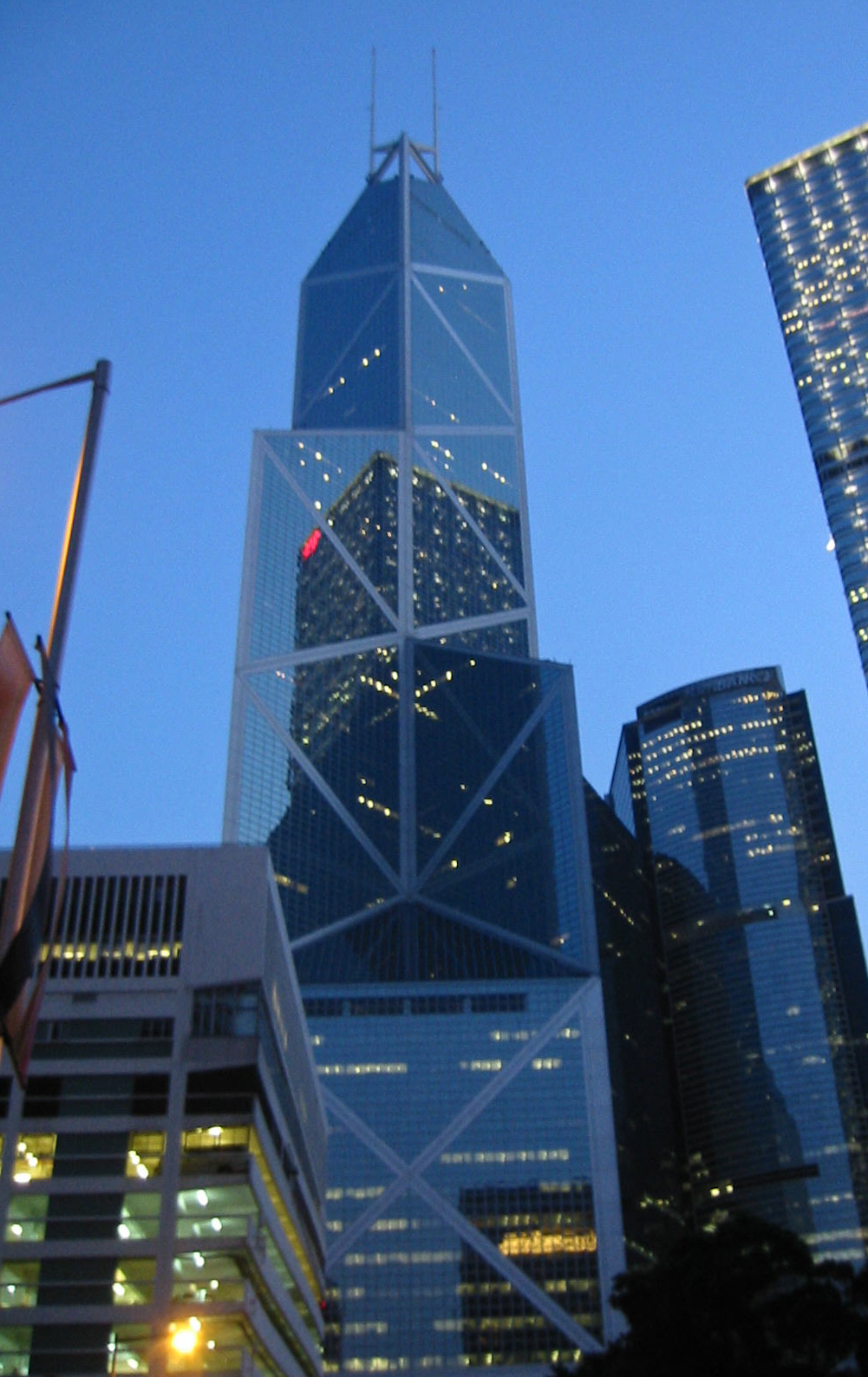
Tour de la Banque de Chine
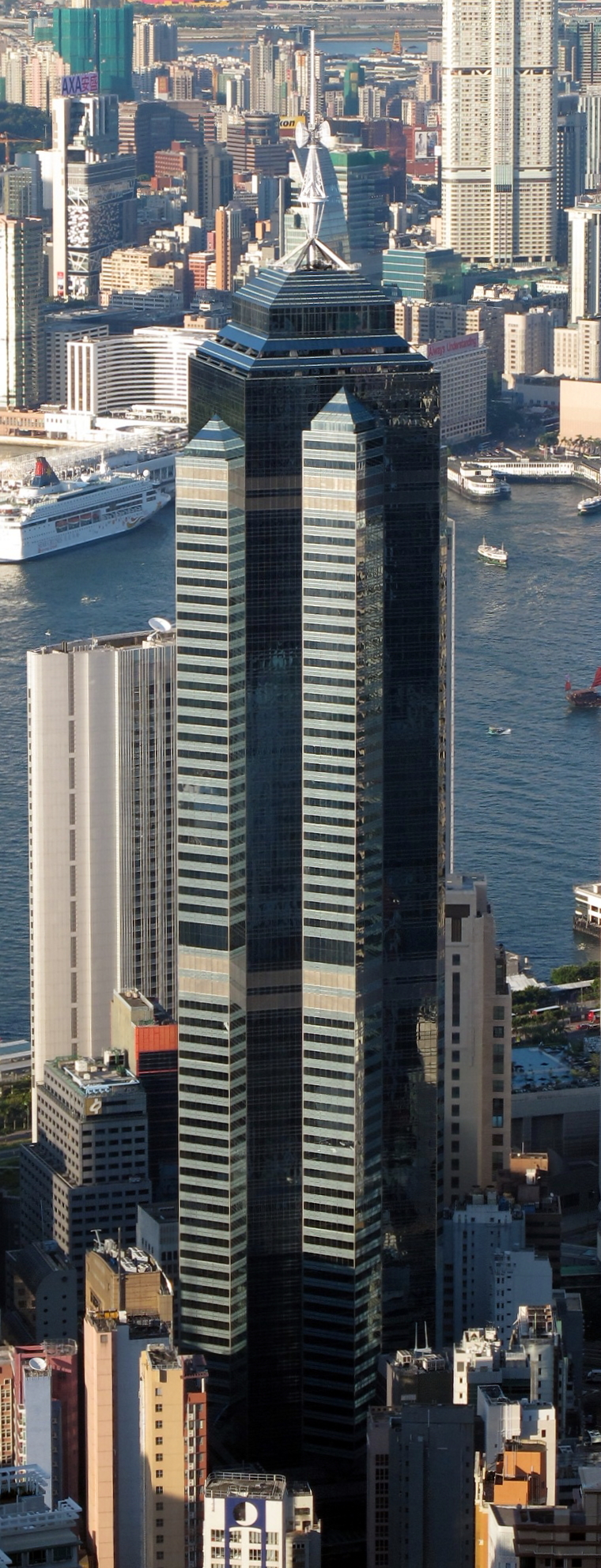
The Center

En juin 2015 la liste des 40 plus hauts immeubles de Hong Kong est la suivante, d'après Emporis
| Rang | Nom international                              | Nom en chinois traditionnel         | Hauteur totale mètres | Hauteur sans antenne mètres | Nombre d'étages | Année d'achèvement | District            | Description |  |
| ---- | ---------------------------------------------- | ----------------------------------- | --------------------- | --------------------------- | --------------- | ------------------ | ------------------- | --- |  |
| 1    | International Commerce Center                  | 環球貿易廣場                        | 484                   | 484                         | 118             | 2010               | Yau Tsim Mong       | Gratte-ciel à usages divers. Situé dans le complexe immobilier de Union Square, développé à West Kowloon dans les années 1990-2000. |  |
| 2    | Two International Finance Centre               | 國際金融中心二期                    | 415                   | 407                         | 88              | 2003               | Central and Western | Construction à divers usages et plus haut gratte-ciel de l'île de Hong Kong. il fait partie de construction sur des terrains gagné sur la mer, l'International Finance Centre. Plus haut gratte-ciel du territoire jusqu'à la construction de l'ICC |  |
| 3    | Central Plaza                                  | 中環廣場                            | 374                   | 309                         | 78              | 1992               | Wan Chai            | Gratte-ciel de Wan Chai, dans le centre d'affaires principal. |  |
| 3    | Bank of China Tower                            | 中銀大廈                            | 367                   | 305                         | 70              | 1990               | Central and Western | Premier gratte-ciel de plus de 1000 pieds construit hors des États-Unis, plus haut gratte ciel de Hong Kong jusqu'à la construction de Central Plaza. Célèbre pour son architecture originale dû à I.M. Pei                                         |  |
| 4    | The Center                                     | 中環中心                            | 346                   | 292                         | 73              | 1998               | Central and Western | Gratte-ciel de bureaux à structure en acier situé dans le centre d'affaires principal |  |
| 5    | Nina Tower                                     | 如心廣場                            | 319                   | 319                         | 80              | 2007               | Tsuen Wan           | Premier gratte-ciel majeur construit dans les nouveaux territoires |  |
| 6    | One Island East*                               | 港島東中心                          | 306                   | 280                         | 70              | 2008               | Eastern             | Gratte-ciel de bureaux construit à TaiKoo Place, plus à l'est que les autres grands gratte-ciel du centre de Hong Kong. |  |
| 7    | Cheung Kong Center                             | 長江集團中心                        | 283                   | 283                         | 62              | 1999               | Central and Western | Gratte-ciel du centre de Hong Kong |  |
| 8=   | The Cullinan North Tower*                      | 天璽 (北座)                         | 270                   | 270                         | 68              | 2007               | Yau Tsim Mong       | Une des deux tours jumelles d'un ensemble résidentiel. Situé dans le quartier d'Union Square, développé dans les années 1990-2000 et qui abrite plusieurs grands gratte-ciel.                                                                       |  |
| 8=   | The Cullinan South Tower*                      | 天璽 (南座)                         | 270                   | 270                         | 68              | 2007               | Yau Tsim Mong       | Une des deux tours jumelles d'un ensemble résidentiel. Situé dans le quartier d'Union Square, développé dans les années 1990-2000 et qui abrite plusieurs grands gratte-ciel.                                                                       |  |
| 10   | Hanoi Road Redevelopment- Hyatt Regency Hotel. | 香港尖沙咀凱悅酒店 / 河內道重建項目 | 261                   | 261                         | 64              | 2007               | Yau Tsim Mong       | Hôtel. Situé dans le quartier Tsim Sha Tsui, comme Union Square où se trouvent d'autres grands-gratte-ciel des années 1990-2000. |  |
| 11   | Sorrento 1                                     | 擎天半島第一座                      | 256                   | 256                         | 75              | 2003               | Yau Tsim Mong       | Plus haute tour d'un imposant ensemble résidentiel qui fait partie de Union Square, ensemble comportant des gratte-ciel des années 1990-2000. |  |
| 12   | Langham Place Office Tower                     | 朗豪坊辦公大樓                      | 255                   | 255                         | 59              | 2004               | Yau Tsim Mong       | Gratte-ciel à usage divers faisant partie d'un projet de réhabilitation urbaine d'une partie de Mong Kok, à West Kowloon |  |
| 13   | Highcliff                                      | 曉廬                                | 252                   | 252                         | 72              | 2003               | Wan Chai            | Gratte-ciel résidentiel d'Happy Valley, quartier situé relativement à l'intérieur de l'île de Hong Kong |  |
| 14   | The HarbourSide                                | 君臨天下                            | 251                   | 251                         | 73              | 2003               | Yau Tsim Mong       | Gratte-ciel résidentiel qui fait partie de Union Square, ensemble comportant des gratte-ciel des années 1990-2000. |  |
| 15   | Manulife Plaza                                 | 宏利保險大廈                        | 240                   | 211                         | 52              | 1998               | Wan Chai            | Gratte-ciel de Causeway Bay, non loin du centre d'affaires principal |  |
| 16   | Sorrento 2                                     | 擎天半島第二座                      | 236                   | 236                         | 66              | 2003               | Yau Tsim Mong       | Deuxième plus haute tour d'un imposant ensemble résidentiel qui fait partie de Union Square, ensemble comportant des gratte-ciel des années 1990-2000.                                                                                              |  |
| 17   | The Harbourfront Landmark                      | 海名軒                              | 233                   | 233                         | 70              | 2001               | Kowloon City        | Gratte-ciel résidentiel |  |
| 18   | The Arch                                       | 凱旋門                              | 231                   | 231                         | 65              | 2005               | Yau Tsim Mong       | Gratte-ciel résidentiel en forme d'arche fait partie de Union Square, ensemble comportant des gratte-ciel des années 1990-2000. |  |
| 19   | Cosco Tower                                    | 中遠大廈                            | 228                   | 228                         | 53              | 1998               | Central and Western | Gratte-ciel de bureaux dans le centre d'affaires principal |  |
| 20=  | The Belcher's Tower 5                          | 寶翠園第五座                        | 227                   | 227                         | 61              | 2001               | Central and Western | Une des six tours d'un ensemble de six tours résidentielles situées à l'ouest du centre d'affaires principal |  |
| 20=  | The Belcher's Tower 6                          | 寶翠園第六座                        | 227                   | 227                         | 61              | 2001               | Central and Western | Une des six tours d'un ensemble de six tours résidentielles situées à l'ouest du centre d'affaires principal |  |
| 22=  | The Belcher's Tower 1                          | 寶翠園第一座                        | 221                   | 221                         | 63              | 2000               | Central and Western | Une des six tours d'un ensemble de six tours résidentielles situées à l'ouest du centre d'affaires principal |  |
| 22=  | The Belcher's Tower 2                          | 寶翠園第二座                        | 221                   | 221                         | 63              | 2000               | Central and Western | Une des six tours d'un ensemble de six tours résidentielles situées à l'ouest du centre d'affaires principal |  |
| 24=  | Tregunter 3                                    | 地利根德閣第三座                    | 220                   | 202                         | 66              | 1993               | Central and Western | La plus haute et la plus récente des trois Tregunter Towers, à Mid Level sur l'île de Hong Kong |  |
| 25   | The Summit                                     | 御峰                                | 220                   | 220                         | 65              | 2001               | Wan Chai            | Gratte-ciel résidentiel d'Happy Valley, quartier situé relativement à l'intérieur de l'île de Hong Kong |  |
| 26   | Grand Promenade 2-5                            | 嘉亨灣                              | 219                   | 219                         | 66              | 2005               | Eastern             | La partie centrale du complexe residentiel de Grand Promenade |  |
| 27   | Sorrento 3                                     | 擎天半島第三座                      | 218                   | 218                         | 64              | 2003               | Yau Tsim Mong       | Troisième plus haute tour d'un imposant ensemble résidentiel qui fait partie de Union Square, ensemble comportant des gratte-ciel des années 1990-2000.                                                                                             |  |
| 28   | Hopewell Centre                                | 合和中心                            | 216                   | 216                         | 64              | 1980               | Wan Chai            | Gratte-ciel de bureau en forme circulaire situé dans la partie est du quartier d'affaires principal. |  |
| 29   | Sun Hung Kai Centre                            | 新鴻基中心                          | 215                   | 215                         | 56              | 1981               | Wan Chai (district) | Gratte-ciel de bureaux situé vers l'est du quartier d'affaires principal |  |
| 29   | Lohas Park Le Prestige Tower B                 |                                     | 215                   | 215                         | 70              | 2011               | Sai Kung            | Gratte-ciel de logement situé dans les nouveaux territoires |  |
| 31=  | The Belcher's Tower 3                          | 寶翠園第三座                        | 214                   | 214                         | 61              | 2001               | Central and Western | Une des six tours d'un ensemble de six tours résidentielles situées à l'ouest du centre d'affaires principal |  |
| 31=  | The Belcher's Tower 8                          | 寶翠園第八座                        | 214                   | 214                         | 61              | 2001               | Central and Western | Une des six tours d'un ensemble de six tours résidentielles situées à l'ouest du centre d'affaires principal |  |
| 33=  | Shangri-La Hotel (Hong Kong)                   | 港 島 香 格 里 拉 酒 店             | 213                   | 213                         | 57              | 1991               | Central and Western | Fait partie du complexe Pacific Place |  |
| 33=  | Victoria Towers 1                              | 港景峰 1座                          | 213                   | 213                         | 62              | 2003               | Yau Tsim Mong       | Situé à Kowloon |  |
| 33=  | Victoria Towers 2                              | 港景峰 2座                          | 213                   | 213                         | 62              | 2003               | Yau Tsim Mong       | Situé à Kowloon |  |
| 33=  | Victoria Towers 3                              | 港景峰 3座                          | 213                   | 213                         | 62              | 2003               | Yau Tsim Mong       | Situé à Kowloon |  |
| 37   | Sorrento 5                                     | 擎天半島第三座                      | 212                   | 212                         | 62              | 2003               | Yau Tsim Mong       | Tour faisant partie d'un imposant ensemble résidentiel qui fait partie de Union Square, ensemble comportant des gratte-ciel des années 1990-2000.                                                                                                   |  |
| 38   | Indi Home                                      | 乐悠居                              | 212                   | 212                         | 56              | 2006               | Tsuen Wan           | |  |
| 39   | Lohas Park The Capitol Whistler                |                                     | 210                   | 210                         | 69              | 2009               | Sai Kung            | Gratte-ciel de logement situé dans les nouveaux territoires |  |
| 39   | Lohas Park The Capitol Oslo                    |                                     | 210                   | 210                         | 69              | 2009               | Sai Kung            | Gratte-ciel de logement situé dans les nouveaux territoires |  |
|      |                                                |                                     |                       |                             |                 |                    |                     | |  |